# ایوان اوکانل-برونین
ایوان اوکانل-برونین (استونیایی: Ivan O'Konnel-Bronin؛ زادهٔ ۱۰ فوریهٔ ۱۹۷۳) بازیکن فوتبال اهل استونی بود.
از باشگاه‌هایی که در آن بازی کرده‌است می‌توان به باشگاه فوتبال لوادیا تالین، باشگاه فوتبال تارتو تامکا، و باشگاه فوتبال ویلیاندی تولویک اشاره کرد.
وی همچنین در تیم ملی فوتبال استونی بازی کرده‌است.